# Gebouw Leidsch Dagblad
Het Gebouw Leidsch Dagblad is een kantoorgebouw aan de Witte Singel 1 in Leiden. Het is in 1916-1917 ontworpen door architect Willem Marinus Dudok voor het Leidsch Dagblad in opdracht van George Henri Sijthoff. De dagelijkse leiding over de bouw was in handen van architect J.J.P. Oud, op dat moment lid van kunstenaarsgroep De Stijl en bekend van Café de Unie in Rotterdam. Het gebouw bood plaats aan de redactie. Erachter lag de hal voor de drukkerij.

## Dudok
De Nederlandse architect en stedebouwkundige Dudok ontwierp de meeste wijken, scholen en gemeentelijke gebouwen voor de gemeente Hilversum en bepaalde daarmee in belangrijke mate het gezicht van deze stad. Vóór deze periode ontwierp hij een tweetal gebouwen in Leiden: de Hoogere Burger School aan de Burggravenlaan 2 - nu onderdeel van het Bonaventuracollege - en dit gebouw voor het Leidsch Dagblad.
Dudok was gebonden aan de driehoekige vorm van het beschikbare terrein, gelegen bij de Haagweg en tussen Maliebaan en Witte Singel. Hij ontwierp een opvallend gebouw, samengesteld uit een hoog, vierkant hoofdgebouw met een driehoek aan de zijde van de Witte Singel en een rechthoek die parallel liep aan het water langs de Maliebaan. Het gebouw was specifiek toegesneden op gebruik door de redactie en drukkerij van het Leidsch Dagblad, dat sinds de oprichting in 1860 aan de Doezastraat 1 was gevestigd.

## W.C. Brouwer
Het gebouw is onder meer bezienswaardig vanwege de door W.C. Brouwer ontworpen ornamenten, die samen met de glas-in-loodramen refereren aan de functie van het gebouw en de krant in het algemeen. Zo verwijzen de hanen aan de buitenzijde van het gebouw naar het nieuws dat in alle vroegte wordt verspreid. Aan de zijkanten van de hoofdingang verbeeldde Brouwer in aardewerk de werkzaamheden van de journalist: spreken en schrijven. De ramen in de grote zaal beneden tonen drie aspecten van de krant: kritiek, nieuws en advertentie. Sierlijke smeedijzeren letters gaven de naam van de krant aan, en markeerden de ingang naar de 'tijdingzaal'. Hier kon het publiek het laatste nieuws alvast lezen.

## Huidig gebruik
In 1992 werd de drukkerij gesloten. De krant werd voortaan in Haarlem gedrukt, bij het Haarlems Dagblad. Enkele jaren later verliet ook de redactie het pand, en verhuisde in afgeslankte vorm naar een kantoorpand aan de Rooseveltstraat te Leiden. Na een periode van leegstand werd de drukkerij gesloopt. In plaats daarvan werd op die plaats een modern kantoorgebouw gekoppeld aan het als rijksmonument aangewezen hoofdgebouw van het Leidsch Dagblad. Het geheel is nu in gebruik bij de Rechtbank Den Haag en de reclassering.

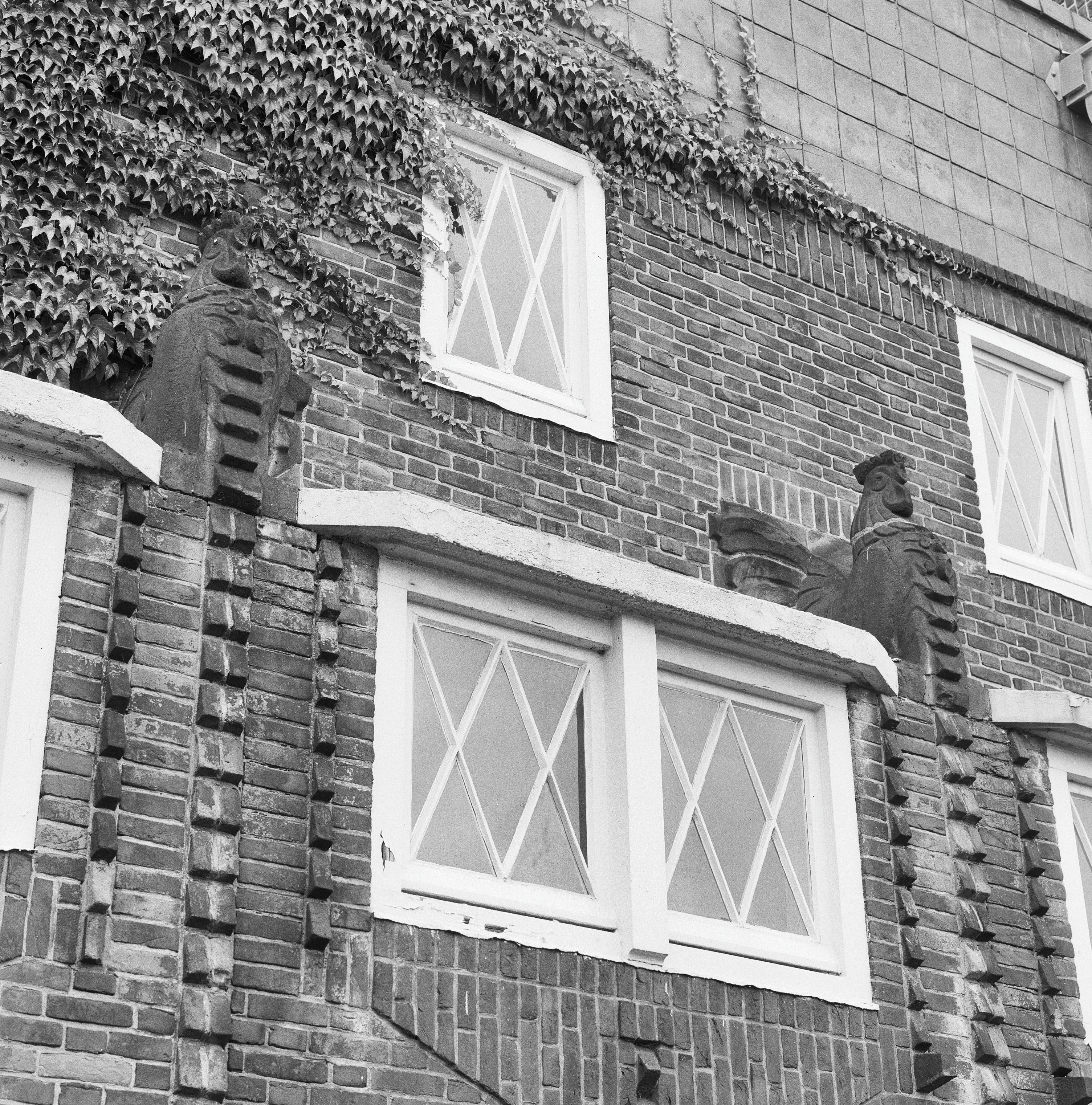
De hanen: symbool van vroege nieuws
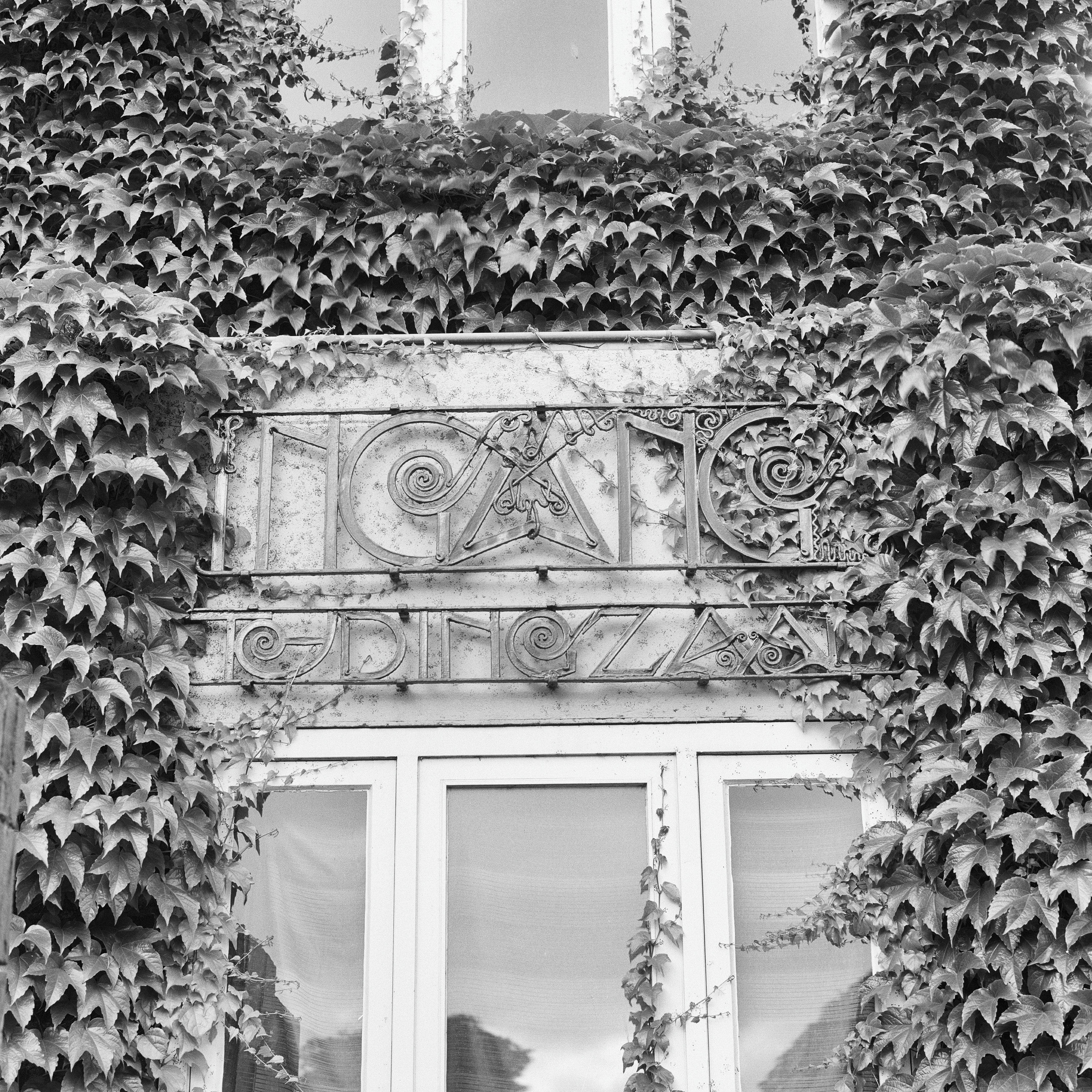
Smeedijzeren letters: Ingang tydingzaal